# Liga de Fútbol de Artigas
La Liga de Fútbol de Artigas es la competición entre los equipos de fútbol de la ciudad de Artigas y pertenece a OFI; fue fundada el 8 de abril de 1913 por los clubes San Eugenio, Uruguay F. C., C. A. Ferrocarril y Novo Quarahy.
El primer campeón fue el club brasileño Novo Quarahy, y lo hizo durante las primeras cinco temporadas, logrando así los 5 títulos que tiene en su haber. Luego, comenzaría la hegemonía de San Eugenio que acumula 46 títulos locales y es el único club de la ciudad en lograr 2 octenios (ocho títulos seguidos).
En cambio, en lo que va del siglo XXI, la hegemonía es de Wanderers, logrando 11 títulos en las últimas 17 ediciones del campeonato local, sumando un total 21 títulos.
Para la Temporada 2018, I. A. Chaná y C. A. Independencia disputarán la Divisional A luego de obtener el ascenso la temporada anterior. Por su parte, Defensor S. C. y Misiones F. C. lo harán en Divisional B.

## Equipos participantes

### Divisional A
| Club                                   | Ciudad  | Fundación               | Títulos |
| -------------------------------------- | ------- | ----------------------- | ------- |
| San Eugenio                            | Artigas | 8 de mayo de 1908       | 48      |
| Wanderers                              | Artigas | 26 de setiembre de 1935 | 23      |
| Pirata Juniors F. C.                   | Artigas | 12 de octubre de 1939   | 2       |
| C. A. Independencia                    | Artigas | 21 de julio de 1926     | 4       |
|                                        | Artigas | 16 de junio de 1953     | -       |
|                                        | Artigas | 5 de mayo de 1949       | -       |
| C. S. y D. Juan Zorrilla de San Martín | Artigas | 5 de abril de 1950      | 2       |
| C                                      | Artigas | 29 de enero de 1952     | -       |
| C. A. Peñarol                          | Artigas | 28 de octubre de 1948   | 6       |
| C. A. General Garzón                   | Artigas | 24 de noviembre de 1967 | 1       |

### Divisional B
| Club              | Ciudad  | Fundación               | Títulos |
| ----------------- | ------- | ----------------------- | ------- |
| Progreso F. C     | Artigas | 18 de febrero de 1981   | -       |
| Frontera F. C.    | Artigas | 14 de marzo de 1980     | -       |
| Uruguay F. C.     | Artigas | 8 de agosto de 1909     | 2       |
| C. A. Bella Vista | Artigas | 12 de octubre de 1949   | -       |
| San Miguel F. C.  | Artigas | 21 de noviembre de 1952 | -       |
| Artigas F. C.     | Artigas | 10 de junio de 1937     | -       |
| Nacional F. C.    | Artigas | 23 de agosto de 1955    | -       |
| C. A. Fénix       | Artigas | 15 de abril de 1964     | -       |
| C. A. Ferrocarril | Artigas | 12 de diciembre de 1918 | -       |
| Defensor S. C.    | Artigas | 7 de mayo de 1984       | -       |
| Misiones F. C.    | Artigas | 18 de julio de 1960     | -       |